# BW-Klimate

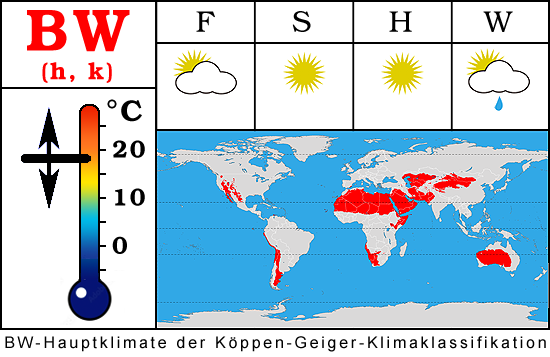
Jahresmittel k < und h > 18 °C
Feuchte unter Trockengrenze für Steppen

Die BW-Klimate – meist Wüstenklimate, von „Trockenwüstenklimate“ oder „Vollaride Klimate“ genannt in englischsprachigen Veröffentlichungen heute ebenfalls vorwiegend als Desert climates bezeichnet – sind eines der elf Hauptklimate der effektiven Klimaklassifikation nach Köppen & Geiger (1918 bis 1961). Es grenzt die beiden zugehörigen Klimate BWh und BWk nach festgelegten hygrischen und thermischen Grenzwerten ein und untergliedert die Klimaklasse B zusammen mit den BS-Klimaten.
Köppens Grenzwerte sind (trotz oder wegen der erheblichen Vereinfachungen im Vergleich mit anderen Systemen) bis heute weltweit die am häufigsten verwendeten Klimaschlüssel in klimageographischen Zusammenhängen.

## Bezeichnung und Klassifikation
Um Verwechslungen mit den Klimaten anderer Systeme oder den „klassischen“ Klimazonen zu vermeiden, empfahl bereits Köppen, vorrangig die kryptischen Bezeichnungen zu verwenden. So werden etwa Trockenklimate ganz verschiedener Klimaklassifikationen oder Feuchteindizes mit entsprechend abweichendem Kartenbild von vielen Autoren Arides Klima genannt (siehe beispielsweise Vergleich Köppen/Vegetation/UNEP)
Die insgesamt 30 Klima-Untertypen dieses Systems sind durch jeweils zwei oder drei Buchstaben gekennzeichnet, die für bestimmte Wärme- und Wassermangelgrenzen für den Pflanzenwuchs stehen (Schwellenwerte und Andauerzeiten der Temperaturen und Niederschläge). Sie bilden die wesentlichsten klimatischen Ansprüche der großen Pflanzenformationen der Erde ab. Trotz einiger fachlicher Unzulänglichkeiten und etlicher „technischer“ Klimate, die keinen Bezug zu einer hauptsächlichen Vegetation haben, hat sich die Klimakarte von Köppen & Geiger in der Klimageographie weltweit in etlichen (etwa digitalen) Überarbeitungen und Ableitungen etabliert.

## Grenzwerte
B = Die Vegetation leidet unter Wassermangel.
W = Wüste; die Trockengrenze für vollständige Bodenbedeckung (nach Köppen) wird im Jahresmittel unterschritten. Trockenklima mit sehr geringen oder fehlenden Niederschlägen. Bei diesem Klima kommt es zur Abblasung der Böden.

, Datengrundlage: 1980–2016

## Ausprägung und Verbreitung
Die vorherrschenden Vegetationstypen sind alle trockenen Wüsten und Halbwüsten; die kältere Form kommt im Tiefland der Mittelbreiten und auf Hochplateaus vor. Köppens Klimaschlüssel ist trotz der wenigen Parameter recht gut geeignet, die ungefähren Grenzen der Wüsten nachzubilden (siehe auch Vor- und Nachteile der Köppen-Klassifikation).
Die heißen und kalten Wüstenklimate bilden zusammen das größte Makroklima der Erde: Der größte Raum ist der altweltliche Trockengürtel, der sich von der Sahara in Nordafrika (mit einer großen Ausbuchtung über das Horn von Afrika bis zum Äquator in Kenia) durch die Arabische Halbinsel über große Teile Irans, Afghanistans und Pakistans sowie nordwärts durch die historische Region Turkestan (mit einer Unterbrechung westlich der hochasiatischen Gebirge) bis Zentralasien (Süd-Mongolei, Nordwest-China) erstreckt. Ausläufer dieser Klimaregion sind im Westen die Kapverden sowie die südlichen und östlichen Inseln der Kanaren und im Norden die spanische Costa Cálida. Die zweite Wüstenregion Europas liegt nördlich des Kaspischen Meeres in Russland. Ein weiterer (wenngleich wesentlich kleinerer) Schwerpunkt auf der Nordhalbkugel liegt in Nordamerika: Er zieht sich mit Unterbrechungen vom Norden und Nordwesten Mexikos durch den Südwesten, das Große Becken und die westlichen Great Plains bis zum Columbia Plateau der Vereinigten Staaten. Im Norden Südamerikas liegt eine kleine isolierte Wüstenregion im Norden der Guajira-Halbinsel (Kolumbien) sowie sehr kleine Flächen an der Karibikküste Venezuelas. Auf der Südhalbkugel gibt es drei Schwerpunkte: Die australischen Wüsten, die Wüste Namib mit dem trockeneren Süden der Kalahari bis ins westliche Südafrika und das lange „Wüstenband“ Südamerikas, das etwa am Golf von Guayaquil in Ecuador beginnt (mit Ausläufern auf den Galapagos-Inseln), von dort zwischen peruanischer Küste und der Anden-Westkordillere in einem schmalen Streifen südwärts zur Atacama-Wüste in Nord-Chile und Südwest-Bolivien verläuft, um von dort weiter südwärts aufgrund der Westwinddrift über die Anden an die Osthänge in Argentinien zu wechseln und schließlich nahezu das gesamte Plateau von Patagonien einzunehmen.

## BWh-Klima
Das BWh-Klima – Heißes Wüstenklima, von Köppen auch „Saharaklima“ genannt, englisch ebenso Hot desert climate – grenzt die Klimate der heißen Wüsten ein.
h = Ganzjährig heiß; die Jahresmitteltemperatur liegt über 18 °C.

### Beispiele
- Phoenix, Arizona, USA[9]
- Lima, Peru[10]
- Águilas, Spanien[11]
- Timbuktu, Mali[12]
- Sesfontein, Namibia[13]
- Alice Springs, Northern Territory, Australien[14]

### Vergleiche
Das „Aride oder wüstenartige Klima“ BW nach Trewartha wird über Köppens Trockengrenzen und die Dauer der Monate über 10 °C bestimmt. Bei Troll & Paffen werden die „Halbwüsten und Wüstenklimate“ IV.5 und die „Tropischen Halbwüsten- und Wüstenklimate“ V.5 über die Anzahl der humiden Monate und die natürliche Vegetation definiert.
Das BWh-Klima bildet die Lage der tatsächlichen Vegetationszone der heißen Wüsten und Halbwüsten recht genau ab. Lediglich die 18°-Grenze zwischen BWh und BWk verursacht vor allem in Südamerika einige Abweichungen.

## BWk-Klima
Das BWk-Klima – Kaltes Wüstenklima, von Köppen auch „Aralklima“ genannt, englisch ebenso Cold desert climate – grenzt die Klimate der gemäßigten winterkalten Trockengebiete ein.
k = Die Jahresmitteltemperatur liegt unter 18 °C, der wärmste Monat liegt über 18 °C.
(Gleichsam kann der Unterschied zwischen h und k über die Mitteltemperatur des kältesten Monat bestimmt werden: und zwar entweder bei 0 °C oder −3 °C.)

### Beispiele
- Fernley (Nevada), USA[15]
- Rincón de los Sauces, Argentinien[16]
- Port Nolloth, Südafrika[17]
- Aqtau, Kasachstan[18]
- Turpan, Xinjiang, China[19]
- Südlich von Forrest (Western Australia), Australien[20]

### Vergleiche
Das „Aride oder wüstenartige Klima“ BW nach Trewartha wird über Köppens Trockengrenzen und die Dauer der Monate über 10 °C bestimmt. Bei Troll & Paffen werden die „Halbwüsten und Wüstenklimate“ III.12 und 12.a über die Temperatur des kältesten Monats und die natürliche Vegetation definiert.
Auch das BWk-Klima bildet die Lage der tatsächlichen Vegetationszone der (winter)kalten Wüsten und Halbwüsten recht genau ab. Lediglich die 18°-Grenze zwischen BWh und BWk verursacht vor allem in Südamerika einige Abweichungen.